# Latouchia hyla
Espèce
Synonymes
- Latouchia formosensis hyla Haupt & Shimojana, 2001

Latouchia hyla est une espèce d'araignées mygalomorphes de la famille des Halonoproctidae.

## Distribution
Cette espèce est endémique des îles Yaeyama dans l'archipel Nansei au Japon,.

## Publication originale
- Haupt & Shimojana, 2001 : The spider fauna of soil banks: the genus Latouchia (Arachnida, Araneae, Ctenizidae) in southern Japan and Taiwan. Mitteilungen aus dem Museum für Naturkunde in Berlin, Zoosystematics and Evolution, vol. 77, no 1, p. 95-110.